# Adolfo Carmine
Adolfo Carmine (Bellinzona, 16 dicembre 1866 – Calenzano, 5 settembre 1944) è stato un collezionista d'arte svizzero naturalizzato italiano.
Adolfo Carmine fu anche un fervente irredentista del Canton Ticino amico della giornalista Teresina Bontempi.

## Biografia
Adolfo Carmine nacque a Bellinzona nel 1866 da Delia Rezzonico e Francesco Carmine, fu sempre un ragazzo indisciplinato e fu mandato dal padre a studiare a Frauenfeld nel Canton Turgovia ma scappò e non terminò gli studi.
Emigrò quindi in America accompagnato dagli imprenditori ticinesi Claudio Pellandini prima ed Eugenio Talleri poi, partì da Città del Messico poi in California, Alaska e infine Cuba e come lavoro dipingeva decorazioni di negozi e abitazioni. A Cuba conobbe un banchiere tedesco nel 1917 e lo convinse ad amministrare i beni dei suoi concittadini che erano tornati in patria in seguito alla Grande Guerra: da qui cominciò la sua fortuna grazie a investimenti e speculazioni. 
Carmine tornò in Canton Ticino nel 1919 e conobbe la giornalista Teresina Bontempi fondatrice e redattrice del settimanale in difesa della cultura italofona in Svizzera, L'Adula a cui Carmine collaborò a partire dal 1920 dando la svolta irredentista e parlò anche di secessione del Cantone e di annessione al Regno d'Italia. Sempre nel 1919 tentò di acquistare il Castello di Monte Carasso a Bellinzona ma la richiesta venne respinta e il castello venne dichiarato monumento storico svizzero. 
Scrisse due lettere a D'Annunzio al tempo dell'Impresa di Fiume a nome di un fantomatico gruppo dei "Giovani Ticinesi" che doveva rappresentare gli studenti irredenti ticinesi; D'Annunzio rispose a entrambe con queste parole:
(Davide Dosi, Il cattolicesimo ticinese e i fascismi, Edizioni universitarie Friburgo, Friburgo, 1999. pag. 20)
Venne quindi messo sotto speciale osservazione della Polizia cantonale, ma non venne mai formalmente accusato o condannato. Nel 1922 si trasferì a Firenze e aderì al Partito Nazionale Fascista dagli inizi con la marcia su Roma.
Nel 1924 acquistò e restaurò la Villa medicea di San Donato, a Calenzano vicino a Firenze; dove fu ucciso nel 1944 a causa dello scoppio di una bomba tedesca all'ingresso della sua villa, quando Firenze e dintorni si trovavano proprio sulla linea del fronte italiano.